# Eva Pawlik
Eva Pawlik, po mężu Seeliger (ur. 4 października 1927 w Wiedniu, zm. 31 lipca 1983 tamże) – austriacka łyżwiarka figurowa, startująca w konkurencji solistek. Wicemistrzyni olimpijska z St. Moritz (1948), wicemistrzyni świata (1948), mistrzyni Europy (1949) oraz pięciokrotna mistrzyni Austrii (1942 w parach sportowych, indywidualnie: 1946–1949).
Po zakończeniu kariery amatorskiej w 1949 roku występowała w rewiach łyżwiarskich, była aktorką, nauczycielką oraz komentatorką sportową.

## Życiorys

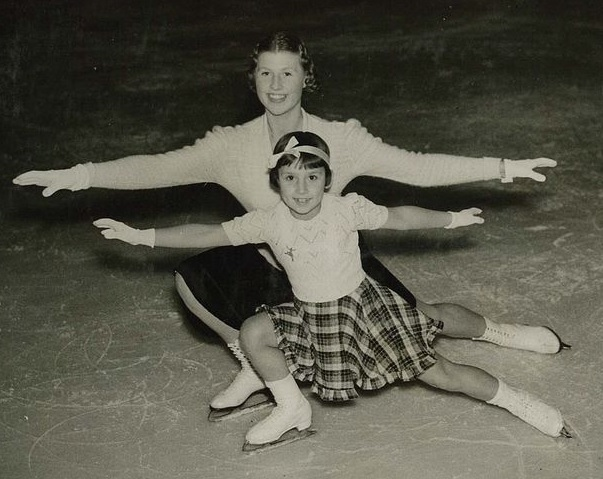
Młoda Pawlik i Cecilia Colledge (1937)

W wieku 9 lat wystąpiła w filmie Sunny Youth, gdzie odkryto jej wszechstronne talenty oraz określano jako jedną z najbardziej obiecujących łyżwiarek młodego pokolenia. W startach w zawodach przeszkodził jej anschluss Austrii przez III Rzeszę i późniejsza II wojna światowa. Był to jeden z powodów dlaczego nie mogła wystartować w zawodach międzynarodowych w konkurencji par sportowych ze swoim przyszłym mężem Rudym Seelingerem. Para wzięła udział jedynie w mistrzostwach Austrii w 1942, na których zdobyli złoto. Następnie do grudnia 1949 roku Seelinger przebywał w niewoli radzieckiej po wcześniejszej służbie na froncie wschodnim w armii niemieckiej, dlatego Pawlik była zmuszona do indywidualnych występów.
W 1948 roku otrzymała propozycję gry w filmie w Hollywood, ale odmówiła ze względu na chęć startów łyżwiarskich. Pawlik zadebiutowała jako solistka w tym samym roku i zdobyła trzy srebrne medale – na mistrzostwach świata, mistrzostwach Europy oraz Zimowych Igrzyskach Olimpijskich 1948 w Sankt Moritz. Rok później wywalczyła tytuł mistrzyni Europy w Mediolanie pomimo zapalenia wyrostka robaczkowego. Była faworytką do tytułu mistrzyni świata, ale tuż przed programem dowolnym jej łyżwa uległa zniszczeniu, co później było interpretowane jako powód do sabotażu zawodów. Po tym wydarzeniu zrezygnowała z kontynuowania kariery amatorskiej.

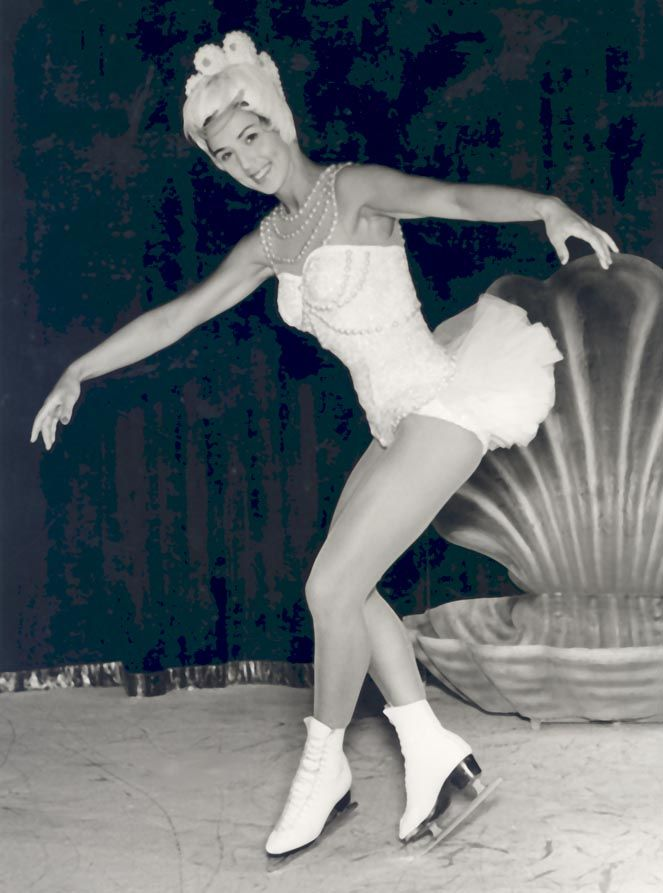
Eva Pawlik (1959)

W 1950 roku zarówno Pawlik jak i jej przyszły mąż Rudy Seeliger występowali w wiedeńskiej rewii łyżwiarskiej, do której powrócili w 1958 roku po krótkich występach w Scala Eisrevue.
Pawlik i Rudy Seeliger wzięli ślub w 1957 roku, a w 1962 roku urodził się ich jedyny syn Roman.
Zakończyła karierę profesjonalną w 1961 roku i w latach 1963–1972 była komentatorką łyżwiarstwa dla niemieckiej telewizji jako pierwsza kobieta w historii. W 1954 roku ukończyła studia na Uniwersytecie Wiedeńskim w zakresie germanistyki i literatury. W latach 1973–1981 pracowała jako nauczycielka języka niemieckiego i angielskiego.
Zmarła po długiej chorobie w wieku lat 55, zaledwie kilka miesięcy po swoim mężu.

## Osiągnięcia

### Solistki
| Zawody               | 1946           | 1947           | 1948           | 1949           |                |                |                |                |                |                |                |                |                |                |                |                |                |
| Międzynarodowe       | Międzynarodowe | Międzynarodowe | Międzynarodowe | Międzynarodowe | Międzynarodowe | Międzynarodowe | Międzynarodowe | Międzynarodowe | Międzynarodowe | Międzynarodowe | Międzynarodowe | Międzynarodowe | Międzynarodowe | Międzynarodowe | Międzynarodowe | Międzynarodowe | Międzynarodowe |
| -------------------- | -------------- | -------------- | -------------- | -------------- | -------------- | -------------- | -------------- | -------------- | -------------- | -------------- | -------------- | -------------- | -------------- | -------------- | -------------- | -------------- | -------------- |
| Igrzyska olimpijskie |                |                | 2              |                |                |                |                |                |                |                |                |                |                |                |                |                |                |
| Mistrzostwa świata   |                |                | 2              | WD             |                |                |                |                |                |                |                |                |                |                |                |                |                |
| Mistrzostwa Europy   |                |                | 2              | 1              |                |                |                |                |                |                |                |                |                |                |                |                |                |
| Krajowe              |                |                |                |                |                |                |                |                |                |                |                |                |                |                |                |                |                |
| Mistrzostwa Austrii  | 1              | 1              | 1              | 1              |                |                |                |                |                |                |                |                |                |                |                |                |                |

### Pary sportowe

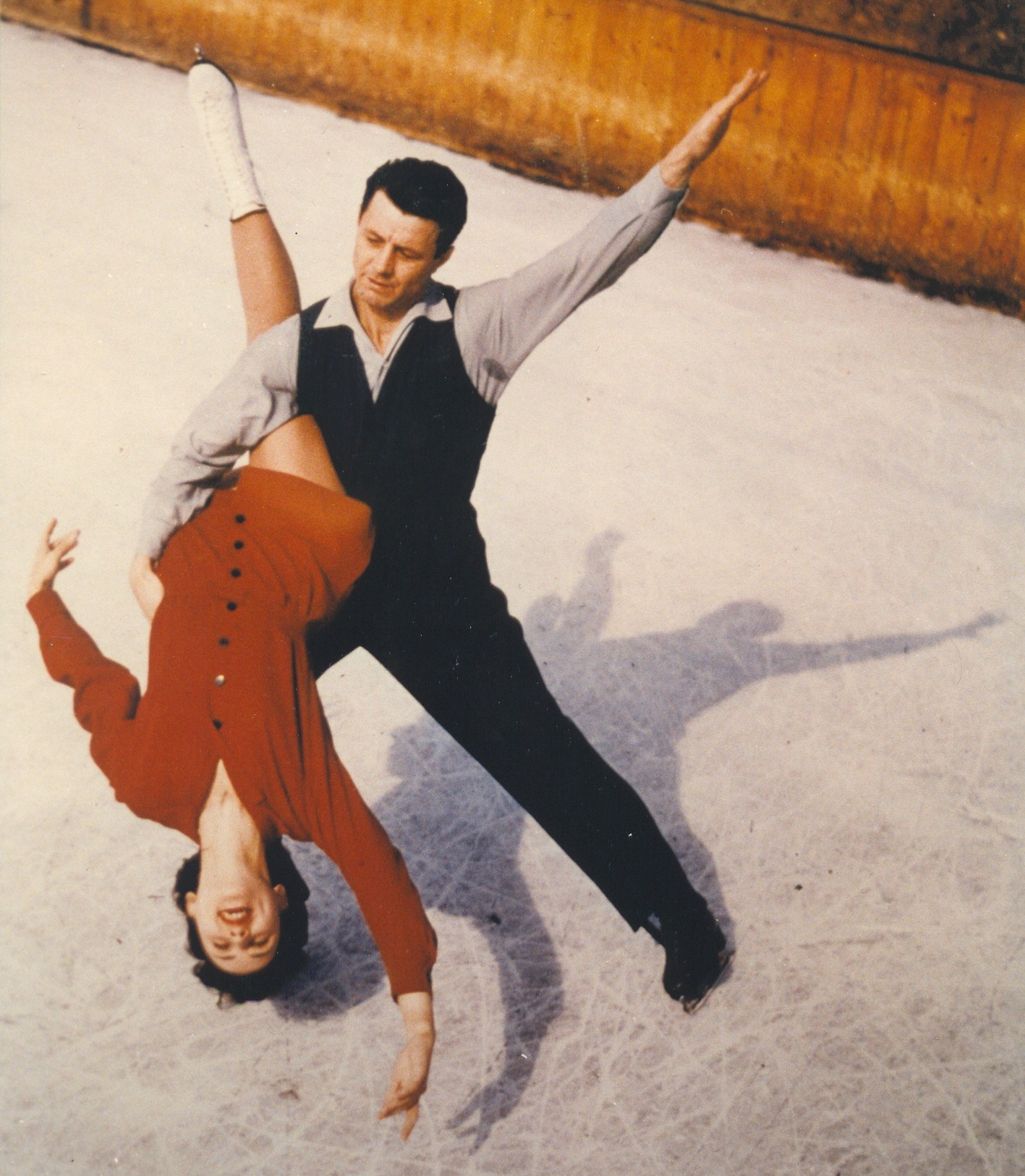
Pawlik i Seeliger (1956)

Z Rudym Seeligerem
| Mistrzostwa Austrii | 1 |